# Diego Pérez de los Cobos
Diego Pérez de los Cobos Orihuel (Gandía, 1963) es un coronel de la Guardia Civil española, vinculado al Ministerio del Interior.
Sus primeros años como guardia civil transcurrieron en el País Vasco, en el marco de la lucha antiterrorista contra ETA. Tras sucesivos ascensos a lo largo de su carrera, pasó a formar parte del Ministerio del Interior en calidad de asesor en 2006, bajo la dirección de Alfredo Pérez Rubalcaba, puesto en el que permaneció a pesar del cambio de gobierno de 2011. Se desempeñó como director del Gabinete Técnico de la Secretaría de Estado de Seguridad. Fue el jefe del operativo de la Policía Nacional y de la Guardia Civil que trató de evitar la celebración del referéndum de independencia de Cataluña de 2017.
Entre abril de 2018 y mayo de 2020 fue Jefe de la Comandancia de la Guardia Civil de Madrid. Su destitución de este puesto causó una notable polémica a nivel nacional entre los distintos partidos políticos por las circunstancias que motivaron la decisión. 
Este cese fue recurrido por el coronel a la Audiencia Nacional que en Sentencia de 15 de septiembre de 2021 lo confirmó en apelación, pero el 28 de marzo de 2023, la Sala Tercera de lo Contencioso-Administrativo del Tribunal Supremo anuló el cese y en consecuencia, confirma la sentencia del Juzgado Central de lo Contencioso-Administrativo de la Audiencia Nacional, que había previamente anulado la decisión del ministro Marlaska al estimar que el cese fue una represalia por la decisión de Pérez de la Cobos de cumplir la orden de la jueza que investigaba el caso del 8-M de no informar a los superiores sobre los pormenores del procedimiento judicial.

## Biografía
Nacido en Gandía (Valencia) en 1963 e hijo de Antonio y María Dolores, un matrimonio de clase acomodada, fue el segundo de dos hermanos. Su hermano mayor, Francisco, fue presidente del Tribunal Constitucional. Su familia, descrita por algunos medios como «muy conservadora», ha sido vinculada por algunas fuentes con la extrema derecha; su padre, pediatra de profesión, fue candidato por Murcia de Fuerza Nueva en las elecciones generales de 1977.
En 1992 fue procesado junto a otros cinco guardias civiles por presuntamente haber participado en la tortura de Kepa Urra, detenido por vínculos con un comando de ETA en Vizcaya. Aunque el juicio, conocido como el «caso Urra», concluyó con la condena de tres miembros del cuerpo policial, Pérez de los Cobos fue absuelto por no encontrarse pruebas suficientes que lo relacionaran con los hechos.
Pérez de los Cobos estuvo también un tiempo trabajando en Quito, empleado por la Embajada española como agregado de seguridad.

### Ministerio del Interior
Estuvo al frente de la Jefatura de la Policía Judicial de la entonces 112 Comandancia de la Guardia Civil, acuartelada en Tres Cantos. Pérez de los Cobos, diplomado en Estado Mayor, aceptó en 2006 una oferta para entrar como asesor al Ministerio del Interior, entonces dirigido por Alfredo Pérez Rubalcaba. El julio de 2006 empezó a trabajar como vocal asesor en el gabinete de Alfredo Pérez Rubalcaba, en el Ministerio del Interior. Posteriormente, el 1 de agosto de 2011 fue nombrado director del Gabinete de Coordinación de la Secretaría de Estado de Seguridad por el entonces secretario de Estado de seguridad, Justo Zambrana Pineda, durante el ejecutivo de Zapatero. Es de los pocos directivos que sobrevivió al cambio de gobierno, y mantuvo el cargo con el ejecutivo de Mariano Rajoy. Trabajó como asesor en materia penitenciaria del ministro del Interior Jorge Fernández Díaz. También trabajó como mano derecha de Francisco Martínez Vázquez y posteriormente de José Antonio Nieto, secretarios de Estado de Seguridad.
Desde su lugar de director del Gabinete técnico de la Secretaría de Estado de Seguridad, influyó para conseguir más poder para la Guardia Civil e intentó incorporar competencias de otras áreas del mismo ministerio y del Cuerpo Nacional de Policía, como en el caso de reclamar el acceso de la Guardia Civil a la base de datos de extranjería ADEXTRA, creada por la Policía Nacional. Este hecho lo enfrentó con el comisario Francisco Vidal Delgado Roig, destituido por el Secretario de Estado, Francisco Martínez Vázquez, de quien era asesor.
Hasta marzo de 2018 fue uno de los cuatro representantes del Ministerio del Interior a la Junta de Seguridad de Cataluña. 
El 23 de septiembre de 2017 se hizo público que la Fiscalía Superior de Cataluña quería que el coronel fuera el coordinador técnico del dispositivo de seguridad ordenado por la misma para impedir el referéndum de independencia de Cataluña convocado para el 1 de octubre, y todo ello bajo la personal dirección de José María Romero de Tejada, fiscal jefe del Tribunal Superior de Justicia de Cataluña. Con esta decisión, Pérez de los Cobos encabezó las labores de coordinación entre Mozos de Esquadra, Guardia Civil y Policía Nacional para evitar la celebración del 1-O y los Mozos dejaron de decidir de forma autónoma y tuvieron que cumplir las órdenes de Interior, con la oposición de su mayor Josep Lluís Trapero, jefe de los Mozos de Escuadra. Pérez de los Cobos declaró como testigo en la fase de instrucción de la causa en el Tribunal Supremo contra algunos políticos de la Generalidad de Cataluña por los sucesos acaecidos.

### Comandancia de Madrid
Pérez de los Cobos asumió la dirección de la Comandancia de la Guardia Civil de Madrid en abril de 2018, puesto que ocupó hasta su destitución el 25 de mayo de 2020 –a petición del secretario de Estado de Seguridad, Rafael Pérez Ruiz– por el entonces ministro de Interior, Fernando Grande-Marlaska, que alegó «pérdida de confianza». Su destitución recibió una amplia cobertura mediática y los medios de comunicación especularon con que la razón de su destitución era el contenido de un informe sobre las manifestaciones del 8-M de ese año, al comienzo de la pandemia en España de COVID-19, informe remitido por la comandancia de Madrid a la jueza Carmen Rodríguez-Medel, que se encontraba investigando al delegado del gobierno en Madrid, José Manuel Franco –caso que acabó archivado en junio del mismo año. En el informe se pretendía discernir si las autoridades españolas habían remitido a la Delegación del Gobierno en Madrid recomendaciones sanitarias o si por el contrario se habían dado indicaciones para no actuar contra los eventos multitudinarios de principios de marzo de 2020. El informe concluía, entre otras aseveraciones, que «el gobierno conocía la gravedad de la pandemia desde enero» e imputaba posibles delitos por su actuación a Fernando Simón, director del Centro de Alertas Sanitarias. Para el gobierno el informe obedecía a una «falta de neutralidad política» por parte de Pérez de los Cobos, que tampoco habría informado al ministerio de la investigación en curso.
Los principales partidos de la oposición, Partido Popular, Ciudadanos y Vox, criticaron duramente la decisión de Grande-Marlaska de destituir a Pérez de los Cobos y trasladaron el debate al Congreso de los Diputados. Otros partidos y organizaciones apoyaron la destitución, incluido Unidas Podemos, miembro de la coalición gubernamental; no así organizaciones y miembros de la Guardia Civil, que expresaron su malestar con la decisión del ministro. En abril de 2021, la Audiencia Nacional ordenó al ministerio de Interior la reincorporación a su puesto de Pérez de los Cobos por considerar que su destitución había tenido una «motivación ilegal». El ministerio recurrió la decisión judicial, mientras que partidos de la oposición como PP, Ciudadanos o Vox exigieron la dimisión o destitución del ministro Grande-Marlaska.
En marzo de 2021, Pérez de los Cobos compareció en el Congreso de los Diputados para ser interrogado por la comisión parlamentaria que investigaba el uso fraudulento de fondos reservados en el llamado «caso Kitchen», donde se espió a Luis Barcenas por motivos políticos. El coronel compareció debido a que en el momento de comisión de los hechos investigados era director del Gabinete de Coordinación y Estudios de la secretaría de Estado de Seguridad, desde donde se fiscalizaban los fondos reservados del ministerio.
En marzo de 2023, el Tribunal Supremo dio la razón al coronel, y dictaminó que su cese por parte del ministro Marlaska fue ilegal, por lo que el Ministerio del Interior deberá restituirle.